# San Mateo de Oliveira

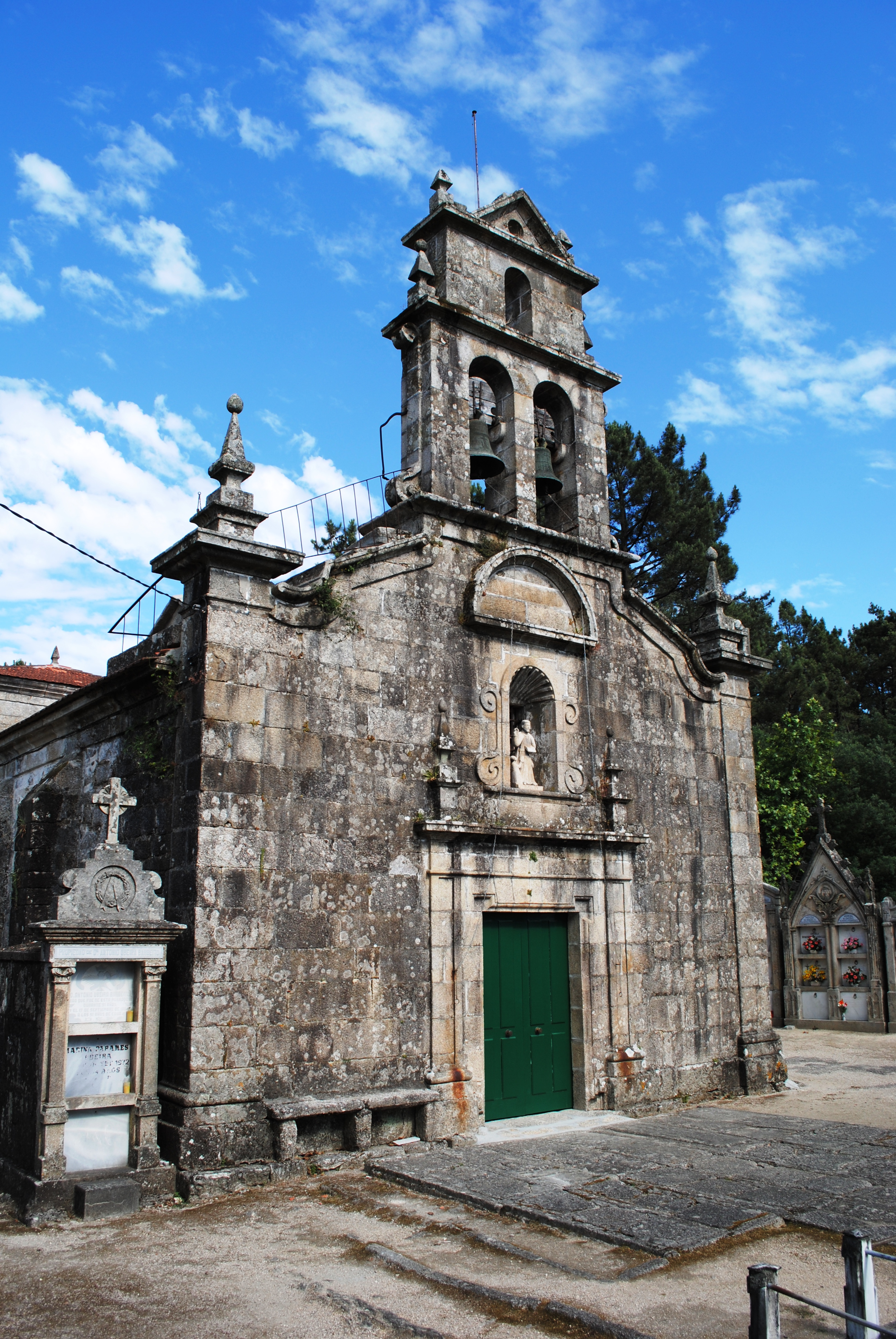
Iglesia parroquial.

San Mateo de Oliveira es una parroquia gallega del ayuntamiento de Puenteareas, en España.
Según el padrón municipal de 2009 tenía 574 habitantes (298 mujeres y 276 hombres), distribuidos en 8 entidades de población, lo que supone una disminución en relación con el año 1999 cuando tenía 630 habitantes.